# Mood Indigo
Mood Indigo ist ein Jazzstandard, der von Duke Ellington und Barney Bigard komponiert wurde. Den Text schrieb Mitchell Parish.

## Geschichte des Songs
Das Lied hat die Form A-B-A, wobei B eine Variation von A darstellt. Das Hauptthema wurde von Bigard geliefert, der es bei seinem Klarinetten-Lehrer Lorenzo Tio, der es für eine Radiosendung im Oktober 1930 Mexican Blues titulierte
nannte, kennengelernt hatte.
Ellingtons unverwechselbares Arrangement wurde zuerst von seinem Cotton Club Orchestra für Brunswick Records (Katalog Nr. 01068) am 17. Oktober 1930 aufgenommen. Auf den Aufnahmen sind Arthur Whetsol (Trompete), Joe Nanton (Posaune), Barney Bigard (Klarinette), Duke Ellington (Piano), Fred Guy (Banjo), Wellman Braud (Bass) und Sonny Greer (Schlagzeug) zu hören. Ungewöhnlich an dieser Aufnahme war, dass Ellington die gedämpfte Trompete, eine gedämpfte Posaune und Klarinette einsetzte, um einen einheitlichen Klang zu gewinnen.
Das Stück wurde im Oktober 1930 im Rahmen einer Rundfunkproduktion von Ellingtons Orchester aufgenommen und als Dreamy Blues betitelt. „Es war das erste Lied, das ich speziell für eine Mikrofonübertragung geschrieben hatte“, erinnerte sich Ellington. „In den nächsten Tagen kamen Berge von Post, es war ein einschlagender Erfolg für dieses neue Stück, und Irving Mills schrieb einen Text dazu“. Es wurde umbenannt in Mood Indigo und letztlich ein Jazz-Standard. Erst 1940 nahm Ellington mit Ivie Anderson die Vokalfassung auf.
Was das Lied interessant macht, ist die Tatsache, dass Ellington die traditionellen Klangfarben der Bläser auf den Kopf stellte: Die normale Reihenfolge der Stimmlage wäre die Klarinette in der hohen Lage, Trompete in der Mitte und die Posaune in der tiefen Lage. In Mood Indigo wurde die Reihenfolge umgedreht. Zu der damaligen Zeit war diese Instrumentierung ungebräuchlich. Die Obertöne von Klarinette und Posaune erzeugten im Studio eine zusätzliche Mikrofonklangfarbe (mike tone). Durch akustische Täuschung entsteht der Eindruck einer weiteren Stimme, eines vierten Instruments. Dieser akustische Effekt wurde von Ellington bei Solitude (1932), Dusk (1940) und weiteren Stücken wiederholt eingesetzt. Mood Indigo wurde im Laufe der Jahre eines der Hauptwerke des Ellington Orchesters.
Der Ellington-Biograph James Lincoln Collier bezeichnet es als eine für Ellington atypische Komposition, da dieser dazu neigte, „ein eher bewegter Komponist“ zu sein; „er verwende viel polyphonisches, schwere und oft dissonante Harmonien und viel Kontrast. Mood Indigo ist nahezu die Unbewegtheit selbst. Es enthält keine Polyphonie; die Harmonien sind meist einfach, und es gibt nur einen minimalen Kontrast zwischen den Teilen. Es bewegt sich langsam, mit der Verstohlenheit eines Sonnenuntergangs, und ist plötzlich verschwunden.“
Das Stück wurde vielfach von anderen Künstlern aufgenommen, darunter Paul Robeson, Ella Fitzgerald, Nina Simone, Nat King Cole, Frank Sinatra, Louis Armstrong, den Boswell Sisters, Charles Mingus, Red Nichols, Kid Ory, Johnny Hodges, dem Klarinettenquartett Cl-4, Albert Mangelsdorff, Herbert Pixner und Jimmy Rowles (Plays Duke Ellington and Billy Strayhorn, 1981).

## Charterfolge
Ellingtons Aufnahme mit seinem Cotton Club Orchestra war 1931 für 10 Wochen in den Charts und schaffte es bis auf Platz 3. Im nächsten Jahr erreichte Jimmie Lunceford mit seinem Orchestra Platz 19. Norman Petty brachte das Lied 1954 in die Popcharts (# 14); die Four Freshmen erreichten im gleichen Jahr Platz 24.

## Urheberrechtsstreit
Erst im Jahre 1987 behauptete der Texter Mitchell Parish, mittlerweile 87 Jahre alt, dass er den Text zu Mood Indigo alleine verfasst habe. Bis zu jenem Zeitpunkt galten als Komponisten Albany Leon Bigard (alias Barney Bigard), Duke Ellington und Irving Mills. Parish wurde bereits seit 1929 von professionellen Autoren gefragt, einige unfertige Kompositionen zu Ende zu schreiben und gilt deshalb als der berühmteste Phantom-Texter jener Zeit. Von Mills selbst ist überliefert, dass ihm lediglich ein geringer Wortschatz zur Verfügung stand, so dass er sich bei Mood Indigo wohl hat aushelfen lassen. Jedenfalls hat Parish bis zu seinem Tode im Jahre 1993 hierfür keine Tantiemen erhalten; er stand lediglich auf der Gehaltsliste des Musikverlags Mills Music.